# Italian Poker Tour
L'Italian Poker Tour (IPT) è stato il principale circuito italiano di poker sponsorizzato da Pokerstars. Il tour è stato creato nel 2009 con tornei svolti in Italia, Malta, Slovenia e San Marino. Il circuito ha terminato di esistere il 23 ottobre 2016, dopo la terza tappa dell'ottava stagione a Malta. Il circuito dell'IPT è stato sostituito dal PokerStars Festival.

## Stagione 1

### Sanremo
- Luogo: Casino Sanremo, Sanremo
- Buy-in: € 2,200
- Data: 5-7 giugno, 2009
- Partecipanti: 225
- Montepremi: € 508,000
- Giocatori a premio: 40

| Tavolo finale | Tavolo finale       | Tavolo finale |
| Posizione     | Nome                | Premio        |
| ------------- | ------------------- | ------------- |
| 1             | Stefano Puccilli    | € 120,000     |
| 2             | Vittorio Meraviglia | € 70,000      |
| 3             | Roger Hairabedian   | € 35,000      |
| 4             | Enzo Nardotto       | € 35,000      |
| 5             | Alessandro Speranza | € 27,000      |
| 6             | Giovanni Drago      | € 22,000      |
| 7             | Luca Moschitta      | € 17,000      |
| 8             | Bruno Stefanelli    | € 12,000      |

### Venezia
- Luogo: Casino Di Venezia, Venezia
- Buy-in: € 2,200
- Data: 30 luglio - 2 agosto 2009
- Partecipanti: 439
- Montepremi: € 851,660
- Giocatori a premio: 61

| Tavolo finale | Tavolo finale      | Tavolo finale |
| Posizione     | Nome               | Premio        |
| ------------- | ------------------ | ------------- |
| 1             | Matt Perrins       | € 150,000     |
| 2             | Johan Soderstrom   | € 120,000     |
| 3             | Jesper Witved      | € 90,000      |
| 4             | Luigi Pignataro    | € 80,000      |
| 5             | Gianluca Bovini    | € 65,000      |
| 6             | Marco Petrocchi    | € 30,000      |
| 7             | Sandro Mescola     | € 20,000      |
| 8             | Massimiliano Forti | € 15,060      |

### Sanremo 2
- Luogo: Casino Sanremo, Sanremo
- Buy-in: € 2,200
- Data: 27–31 agosto 2009
- Partecipanti: 368
- Montepremi: € 713,920
- Giocatori a premio: 56

| Tavolo finale | Tavolo finale      | Tavolo finale |
| Posizione     | Nome               | Premio        |
| ------------- | ------------------ | ------------- |
| 1             | Ramzi Jelassi      | € 170,000     |
| 2             | Andrea Sapere      | € 100,000     |
| 3             | Francesco Veronese | € 68,000      |
| 4             | Massimo Di Cicco   | € 50,000      |
| 5             | Giuseppe Pipino    | € 39,000      |
| 6             | Roberto Pompei     | € 28,000      |
| 7             | Claudio Rinaldi    | € 18,000      |
| 8             | Niccolo Domeniconi | € 13,000      |

### Nova Gorica
- Luogo: Perla Casino & Hotel, Nova Gorica, Slovenia
- Buy-in: € 2,200
- Data: 8–12 ottobre 2009
- Partecipanti: 332
- Montepremi: € 664,000
- Giocatori a premio: 48

| Tavolo finale | Tavolo finale        | Tavolo finale |
| Posizione     | Nome                 | Premio        |
| ------------- | -------------------- | ------------- |
| 1             | Marco Figuccia       | € 160,000     |
| 2             | Marco Pistilli       | € 95,000      |
| 3             | Davide Pennelli      | € 65,000      |
| 4             | Primoz Adamic        | € 45,000      |
| 5             | Antonino Di Martino  | € 35,000      |
| 6             | Sebastiano Kisvarday | € 27,000      |
| 7             | Marco Bognanni       | € 20,000      |
| 8             | Gennaro Falanga      | € 16,200      |

### Sanremo 3
- Luogo: Casino Sanremo, Sanremo
- Buy-in: € 2,200
- Data: 12–16 novembre 2009
- Partecipanti: 325
- Montepremi: € 670,000
- Giocatori a premio: 48

| Tavolo finale | Tavolo finale          | Tavolo finale |
| Posizione     | Nome                   | Premio        |
| ------------- | ---------------------- | ------------- |
| 1             | Giovanni Salvatore     | € 150,000     |
| 2             | Umberto Pavoncello     | € 85,000      |
| 3             | Alessandro Pennisi     | € 60,000      |
| 4             | Mario Ristaldi         | € 42,000      |
| 5             | Christian Debeil       | € 31,000      |
| 6             | Gianbattista Sacchella | € 25,000      |
| 7             | Sergio Castelluccio    | € 20,000      |
| 8             | Romolo Rosa            | € 16,700      |

### Sanremo 4
- Luogo: Casino Sanremo, Sanremo
- Buy-in: € 2,200
- Data: 10–14 dicembre 2009
- Partecipanti: 273
- Montepremi: € 529,620
- Giocatori a premio: 32

| Tavolo finale | Tavolo finale     | Tavolo finale |
| Posizione     | Nome              | Premio        |
| ------------- | ----------------- | ------------- |
| 1             | Alessio Isaia     | € 140,000     |
| 2             | Alioscia Oliva    | € 93,000      |
| 3             | Gerardo Muro      | € 58,000      |
| 4             | Giorgio Salemi    | € 42,500      |
| 5             | Stefano Puccilli  | € 27,000      |
| 6             | Joni Jouhkimainen | € 21,400      |
| 7             | Tania Scremin     | € 16,000      |
| 8             | Riku Koivurinne   | € 13,000      |

### Venezia 2
- Luogo: Casino di Venezia, Venezia, Italia
- Buy-in: € 2,200
- Data: 14–18 gennaio 2010
- Partecipanti: 310
- Montepremi: € 600,000
- Giocatori a premio: 48

| Tavolo finale | Tavolo finale       | Tavolo finale |
| Posizione     | Nome                | Premio        |
| ------------- | ------------------- | ------------- |
| 1             | Salvatore Bonavena  | € 155,000     |
| 2             | Giuseppe Diep       | € 100,000     |
| 3             | Andras Kovacs       | € 60,000      |
| 4             | Gianni Billa        | € 45,000      |
| 5             | Sergio Castelluccio | € 30,000      |
| 6             | Paolo Petrucci      | € 24,000      |
| 7             | Gianluca Marcucci   | € 18,000      |
| 8             | Massimiliano Forti  | € 12,600      |

### Sanremo 5
- Luogo: Casino Sanremo, Sanremo
- Buy-in: € 2,200
- Data: 25 febbraio - 1 marzo 2010
- Partecipanti: 488
- Montepremi: € 976,000
- Giocatori a premio: 72

| Tavolo finale | Tavolo finale     | Tavolo finale |
| Posizione     | Nome              | Premio        |
| ------------- | ----------------- | ------------- |
| 1             | Valdemar Kwaysser | € 227,000     |
| 2             | Enrico Castaldi   | € 142,000     |
| 3             | Massimo Valentini | € 85,000      |
| 4             | Brent Wheeler     | € 57,000      |
| 5             | Michele Di Lauro  | € 45,000      |
| 6             | Antonio Scalzi    | € 33,000      |
| 7             | Matt Perrins      | € 24,000      |
| 8             | Andrea Benelli    | € 17,500      |

### Nova Gorica 2
- Luogo: Perla Casino & Hotel, Nova Gorica, Slovenia
- Buy-in: € 2,200
- Data: 18–22 marzo 2010
- Partecipanti: 393
- Montepremi: € 762,420
- Giocatori a premio: 56

| Tavolo finale | Tavolo finale      | Tavolo finale |
| Posizione     | Nome               | Premio        |
| ------------- | ------------------ | ------------- |
| 1             | Giuseppe Di Cicco  | € 200,000     |
| 2             | Manlio Iemina      | € 121,000     |
| 3             | Michele Di Lauro   | € 75,000      |
| 4             | Peter Kamaras      | € 57,000      |
| 5             | Vincenzo Tommasone | € 38,000      |
| 6             | Roberto Masullo    | € 30,000      |
| 7             | Paolo Palmieri     | € 23,000      |
| 8             | Giovanni Salvatore | € 15,000      |

## Stagione 2

### San Marino
- Luogo: Centro Congressi San Marino, San Marino
- Buy-in: € 2,200
- Data: 17–21 giugno 2010
- Partecipanti: 380
- Montepremi: € 760,000
- Giocatori a premio: 56

| Tavolo finale | Tavolo finale        | Tavolo finale |
| Posizione     | Nome                 | Premio        |
| ------------- | -------------------- | ------------- |
| 1             | Luigi Pignataro      | € 190,000     |
| 2             | Aldo Zambruno        | € 116,000     |
| 3             | Stefano Demontis     | € 74,000      |
| 4             | Attilio Donato       | € 55,000      |
| 5             | Giacomo Fundarò      | € 37,000      |
| 6             | Simone Folini        | € 30,000      |
| 7             | Mauro Cracolici      | € 22,000      |
| 8             | Konstantinos Alexiou | € 15,000      |

### Venezia
- Luogo: Casino Di Venezia, Venezia, Italia
- Buy-in: € 2,200
- Data: 29 luglio - 2 agosto 2010
- Partecipanti: 505
- Montepremi: € 508,000
- Giocatori a premio: 72

| Tavolo finale | Tavolo finale      | Tavolo finale |
| Posizione     | Nome               | Premio        |
| ------------- | ------------------ | ------------- |
| 1             | Tamas Lendvai      | € 235,000     |
| 2             | Davide Cerrato     | € 147,000     |
| 3             | Giovanni La Padula | € 88,000      |
| 4             | Cristiano Guerra   | € 59,000      |
| 5             | Ali Tekintamgac    | € 46,000      |
| 6             | Andras Kovacs      | € 35,000      |
| 7             | Toby Lewis         | € 25,000      |
| 8             | Sandro Mazzei      | € 18,000      |

### Sanremo
- Luogo: Casino Sanremo, Sanremo
- Buy-in: € 2,200
- Data: 19-23 agosto 2010
- Partecipanti: 396
- Montepremi: € 768,240
- Giocatori a premio: 56

| Tavolo finale | Tavolo finale       | Tavolo finale |
| Posizione     | Nome                | Premio        |
| ------------- | ------------------- | ------------- |
| 1             | Sergio Castelluccio | € 200,000     |
| 2             | Stefano Demontis    | € 120,000     |
| 3             | Alberto Di Vilio    | € 77,000      |
| 4             | Giuseppe De Blasio  | € 57,000      |
| 5             | Matteo Taddia       | € 38,500      |
| 6             | Salvatore Chillemi  | € 31,000      |
| 7             | Christian Cipriano  | € 23,000      |
| 8             | Alberto Palchetti   | € 15,140      |

### Nova Gorica
- Luogo: Perla Casino & Hotel, Nova Gorica, Slovenia
- Buy-in: € 2,200
- Data: 23–27 settembre 2010
- Partecipanti: 384
- Montepremi: € 744,960
- Giocatori a premio: 56

| Tavolo finale | Tavolo finale                  | Tavolo finale |
| Posizione     | Nome                           | Premio        |
| ------------- | ------------------------------ | ------------- |
| 1             | Luca Topazio                   | € 190,000     |
| 2             | Luciano Prevedello Delli Santi | € 120,000     |
| 3             | Salvatore Bonavena             | € 75,000      |
| 4             | Peter Kamaras                  | € 55,000      |
| 5             | Lorenzo Fedeli                 | € 36,000      |
| 6             | Alessandro Minasi              | € 30,000      |
| 7             | Giuseppe Orlando               | € 22,500      |
| 8             | Davide Di Laurenzio            | € 15,460      |

### Sanremo 2
- Luogo: Casino Sanremo, Sanremo
- Buy-in: € 2,200
- Data: 14–18 ottobre 2010
- Partecipanti: 344
- Montepremi: € 688,000
- Giocatori a premio: 48

| Tavolo finale | Tavolo finale       | Tavolo finale |
| Posizione     | Nome                | Premio        |
| ------------- | ------------------- | ------------- |
| 1             | Alessandro Minasi   | € 172,000     |
| 2             | Aneris Adomkevicius | € 110,000     |
| 3             | Paolo Rigano        | € 67,000      |
| 4             | Claudio Cecchi      | € 50,000      |
| 5             | Marco Ligato        | € 33,500      |
| 6             | Richard Scheili     | € 27,000      |
| 7             | Csaba Szasz         | € 20,000      |
| 8             | Nicola Croce        | € 13,500      |

### Malta
- Luogo: Portomaso Casino, San Giuliano, Malta
- Buy-in: € 2,200
- Data:  11–16 novembre 2010
- Partecipanti: 385
- Montepremi: € 770,000
- Giocatori a premio: 56

| Tavolo finale | Tavolo finale       | Tavolo finale |
| Posizione     | Nome                | Premio        |
| ------------- | ------------------- | ------------- |
| 1             | Michal Polchlopek   | € 190,000     |
| 2             | Alexander Sharov    | € 120,000     |
| 3             | Philip Sirback      | € 76,000      |
| 4             | Jesper Persson      | € 56,000      |
| 5             | Edoardo Scimia      | € 36,000      |
| 6             | Cipriano Basilio    | € 30,000      |
| 7             | Roberto Tassi       | € 22,500      |
| 8             | Sergio Castelluccio | € 15,460      |

### Sanremo 3
- Luogo: Casino Sanremo, Sanremo
- Buy-in: € 2,200
- Data: 9–13 dicembre 2010
- Partecipanti: 342
- Montepremi: € 684,000
- Giocatori a premio: 48

| Tavolo finale | Tavolo finale        | Tavolo finale |
| Posizione     | Nome                 | Premio        |
| ------------- | -------------------- | ------------- |
| 1             | Marcello Caponnetto  | € 170,000     |
| 2             | Riccardo Lacchinelli | €110 ,000     |
| 3             | Francesco Moro       | € 67,000      |
| 4             | Vittore Brugnera     | € 50,000      |
| 5             | Giovanni Maresca     | € 33,000      |
| 6             | Alioscia Oliva       | € 27,000      |
| 7             | Johan Berg           | € 20,000      |
| 8             | Jukka Juvonen        | € 13,000      |

### Campione
- Luogo: Casino Campione d'Italia, Campione d'Italia, Italia
- Buy-in: € 2,200
- Data: 20–24 gennaio 2011
- Partecipanti: 471
- Montepremi: € 942,000
- Giocatori a premio: 72

| Tavolo finale | Tavolo finale      | Tavolo finale |
| Posizione     | Nome               | Premio        |
| ------------- | ------------------ | ------------- |
| 1             | Eros Nastasi       | € 215,504     |
| 2             | Vincenzo Scarpitti | € 134,883     |
| 3             | Davide Cerrato     | € 80,620      |
| 4             | Marino Serenelli   | € 54,263      |
| 5             | Gianni Bonetto     | € 42,636      |
| 6             | Giuseppe Liotta    | € 31,395      |
| 7             | Gianluca Betti     | € 22,480      |
| 8             | Bartolomiej Kakol  | € 16,860      |

### Malta 2
- Luogo: Portomaso Casino, San Giuliano, Malta
- Buy-in: € 2,200
- Data: 17–21 febbraio 2011
- Partecipanti: 237
- Montepremi: € 474,000
- Giocatori a premio: 32

| Tavolo finale | Tavolo finale     | Tavolo finale |
| Posizione     | Nome              | Premio        |
| ------------- | ----------------- | ------------- |
| 1             | Giacomo Loccarini | € 122,000     |
| 2             | Alessio Isaia     | € 80,000      |
| 3             | Nicola D'Arrigo   | € 50,000      |
| 4             | Gavino Virdis     | € 37,000      |
| 5             | Gianluca Speranza | € 23,000      |
| 6             | Pontus Khosravi   | € 18,000      |
| 7             | Johan Mattsson    | € 14,000      |
| 8             | Litterio Pirrotta | € 11,500      |

### Nova Gorica 2
- Luogo: Perla Casino & Hotel, Nova Gorica, Slovenia
- Buy-in: € 2,200
- Data: 17–21 marzo 2011
- Partecipanti: 396
- Montepremi: € 768,240
- Giocatori a premio: 56

| Tavolo finale | Tavolo finale                | Tavolo finale |
| Posizione     | Nome                         | Premio        |
| ------------- | ---------------------------- | ------------- |
| 1             | Mustapha Kanit               | € 200,000     |
| 2             | Marco Mancini                | € 122,000     |
| 3             | Salvatore Castorina          | € 76,000      |
| 4             | Enrico Fabrizi               | € 57,000      |
| 5             | Daniele Scatragli            | € 38,000      |
| 6             | Maurizio Cappanni            | € 30,500      |
| 7             | Ciro Calabrese               | € 23,000      |
| 8             | Massimiliano Di Paoloantonio | € 15,600      |

## Stagione 3

### Malta
- Luogo: Portomaso Casino, San Giuliano, Malta
- Buy-in: € 2,200
- Data: 26–30 maggio 2011
- Partecipanti: 131
- Montepremi: € 254,140
- Giocatori a premio: 16

| Tavolo finale | Tavolo finale      | Tavolo finale |
| Posizione     | Nome               | Premio        |
| ------------- | ------------------ | ------------- |
| 1             | Marco Figuccia     | € 82,000      |
| 2             | Joeri van der Sman | € 45,700      |
| 3             | Nicola D'Arrigo    | € 28,000      |
| 4             | Guido Pieraccini   | € 20,500      |
| 5             | Alessandro Minasi  | € 16,500      |
| 6             | Raffaele Gaetano   | € 12,800      |
| 7             | Giuseppe Cefalu    | € 10,240      |
| 8             | Marco Bognanni     | € 7,600       |

### Campione
- Luogo: Casino Campione d'Italia, Campione d'Italia, Italia
- Buy-in: € 2,200
- Data: 23–27 giugno 2011
- Partecipanti: 391
- Montepremi: SFr 898,870
- Giocatori a premio: 56

| Tavolo finale | Tavolo finale        | Tavolo finale |
| Posizione     | Nome                 | Premio (SFr)  |
| ------------- | -------------------- | ------------- |
| 1             | Domenico Cordi       | SFr 230,000   |
| 2             | Maurizio Musso       | SFr 144,000   |
| 3             | Federico Petruzzelli | SFr 90,000    |
| 4             | Giuseppe Cefalu      | SFr 67,000    |
| 5             | Luca Segalini        | SFr 45,000    |
| 6             | Corneliu Cretu       | SFr 36,000    |
| 7             | Angelo Patane        | SFr 27,000    |
| 8             | Luigi Agostini       | SFr 18,000    |

### Sanremo
- Luogo: Casino Sanremo, Sanremo
- Buy-in: € 2,200
- Data: 28 luglio - 1 agosto 2011
- Partecipanti: 426
- Montepremi: € 826,440
- Giocatori a premio: 56

| Tavolo finale | Tavolo finale   | Tavolo finale |
| Posizione     | Nome            | Premio        |
| ------------- | --------------- | ------------- |
| 1             | Luca Pagano     | € 210,000     |
| 2             | Dan Murariu     | € 131,000     |
| 3             | Matteo Fratello | € 82,000      |
| 4             | Enzo Tommasone  | € 62,000      |
| 5             | Giovanni Bigoni | € 41,300      |
| 6             | Matyas Poloch   | € 33,000      |
| 7             | Vitalii Minakov | € 24,700      |
| 8             | Andrea Ventura  | € 16,500      |

### Nova Gorica
- Luogo: Perla Casino & Hotel, Nova Gorica, Slovenia
- Buy-in: € 2,200
- Data: 1–5 settembre 2011
- Partecipanti: 287
- Montepremi: € 556,780
- Giocatori a premio: 32

| Tavolo finale | Tavolo finale          | Tavolo finale |
| Posizione     | Nome                   | Premio        |
| ------------- | ---------------------- | ------------- |
| 1             | Oleksii Kovalchuk      | € 150,000     |
| 2             | Luca Moschitta         | € 97,000      |
| 3             | David Zampini          | € 61,680      |
| 4             | Gianfranco Mazzariello | € 44,500      |
| 5             | Vitalii Minakov        | € 27,800      |
| 6             | Domenico Cordi         | € 22,000      |
| 7             | Vliyan Petleshkov      | € 16,700      |
| 8             | Marco Leonzio          | € 13,900      |

### Campione 2
- Luogo: Casino Campione d'Italia, Campione d'Italia, Italia
- Buy-in: € 2,200
- Data: 24–28 novembre 2011
- Partecipanti: 482
- Montepremi: SFr 951,200
- Giocatori a premio: 72

| Tavolo finale | Tavolo finale      | Tavolo finale |
| Posizione     | Nome               | Premio (SFr)  |
| ------------- | ------------------ | ------------- |
| 1             | Danilo Donnini     | SFr 221,000   |
| 2             | Mikica Mitrovic    | SFr 147,000   |
| 3             | Giacomo Rosa       | SFr 83,000    |
| 4             | Alessandro Fasolis | SFr 55,000    |
| 5             | Andrea Dato        | SFr 46,100    |
| 6             | Tania Scremin      | SFr 37,000    |
| 7             | Semen Apokorin     | SFr 27,600    |
| 8             | Gaetano Mazzitelli | SFr 18,400    |

### Sanremo 2
- Luogo: Casino Sanremo, Sanremo
- Buy-in: € 2,200
- Data: 26–30 gennaio 2012
- Partecipanti: 350
- Montepremi: € 679,000
- Giocatori a premio: 48

| Tavolo finale | Tavolo finale          | Tavolo finale |
| Posizione     | Nome                   | Premio        |
| ------------- | ---------------------- | ------------- |
| 1             | Oleksii Kovalchuk      | € 175,000     |
| 2             | Andrea Vitale          | € 110,500     |
| 3             | Alberto Spigolon       | € 68,000      |
| 4             | Salvatore Bonavena     | € 51,000      |
| 5             | Marco Fabbrini         | € 34,000      |
| 6             | Fabio Pilato           | € 27,200      |
| 7             | Fabio Cetara           | € 20,300      |
| 8             | Gianfranco Mazzariello | € 13,600      |

### Nova Gorica 2
- Luogo: Perla Casino & Hotel, Nova Gorica, Slovenia
- Buy-in: € 2,200
- Data: 1–5 marzo 2012
- Partecipanti: 286
- Montepremi: € 554,840
- Giocatori a premio: 41

| Tavolo finale | Tavolo finale     | Tavolo finale |
| Posizione     | Nome              | Premio        |
| ------------- | ----------------- | ------------- |
| 1             | Anton Karasinsky  | € 140,000     |
| 2             | Carla Solinas     | € 74,000      |
| 3             | Carlo Andreoli    | € 46,000      |
| 4             | Yordan Mitrentsov | € 37,000      |
| 5             | Dubravko Bagic    | € 29,400      |
| 6             | Jacopo Brandi     | € 23,900      |
| 7             | Alessandro Minasi | € 18,300      |
| 8             | Naspetti Brando   | € 12,740      |

### Gran Finale Sanremo
- Luogo: Casino Sanremo, Sanremo
- Buy-in: € 2,200
- Data: 3–7 maggio 2012
- Partecipanti: 418
- Montepremi: € 810,920
- Giocatori a premio: 56

| Tavolo finale | Tavolo finale         | Tavolo finale |
| Posizione     | Nome                  | Premio        |
| ------------- | --------------------- | ------------- |
| 1             | Davide Biscardi       | € 176,000     |
| 2             | Philippe Clerc        | € 120,000     |
| 3             | Jakub Michalak        | € 115,000     |
| 4             | Mirko Di Tunnariello  | € 60,800      |
| 5             | Christer Lagerstrom   | € 40,500      |
| 6             | Scott Baumstein       | € 32,500      |
| 7             | Pasquale Braco        | € 24,300      |
| 8             | Alessandro Longobardi | € 16,220      |

## Stagione 4

### Campione
- Luogo: Casino Campione d'Italia, Campione d'Italia, Italia
- Buy-in: € 2,200
- Data: 24–28 maggio 2012
- Partecipanti: 224
- Montepremi: SFr 517,126
- Giocatori a premio:

| Tavolo finale | Tavolo finale           | Tavolo finale |
| Posizione     | Nome                    | Premio (SFr)  |
| ------------- | ----------------------- | ------------- |
| 1             | Antonino Venneri        | SFr 130,000   |
| 2             | Ivan Losi               | SFr 100,000   |
| 3             | Silvano Peracchi        | SFr 57,000    |
| 4             | Rocco Palumbo           | SFr 41,000    |
| 5             | Massimiliano Bellucci   | SFr 25,486    |
| 6             | Michele Bianchi         | SFr 20,000    |
| 7             | Massimiliano Patroncini | SFr 15,500    |
| 8             | Marco Pistilli          | SFr 12,900    |

### Sanremo
- Luogo: Casino Sanremo, Sanremo
- Buy-in: € 2,200
- Data: 26–30 luglio 2012
- Partecipanti: 375
- Montepremi: € 727,500
- Giocatori a premio: 56

| Tavolo finale | Tavolo finale        | Tavolo finale |
| Posizione     | Nome                 | Premio        |
| ------------- | -------------------- | ------------- |
| 1             | Alessandro Meoni     | € 166,000     |
| 2             | Raffaele Bertolucci  | € 129,000     |
| 3             | Julien Norbert       | € 71,500      |
| 4             | Nicolo Allisiardi    | € 53,500      |
| 5             | Andrea Dato          | € 36,000      |
| 6             | Omar Rodriguez       | € 29,000      |
| 7             | Johnatan Maisonneuve | € 21,000      |
| 8             | Giuseppe Zarbo       | € 14,000      |

### Campione 2
- Luogo: Casino Campione d'Italia, Campione d'Italia, Italia
- Buy-in: € 2,200
- Data: 30 agosto - 3 settembre 2012
- Partecipanti: 282
- Montepremi: SFr 671,160
- Giocatori a premio: 40

| Tavolo finale | Tavolo finale     | Tavolo finale |
| Posizione     | Nome              | Premio (SFr)  |
| ------------- | ----------------- | ------------- |
| 1             | Manlio Iemina     | SFr 154,000   |
| 2             | Stefano Terziani  | SFr 126,000   |
| 3             | Fabrizio Ortolomo | SFr 65,000    |
| 4             | Alain Medesan     | SFr 50,000    |
| 5             | Jacopo Brandi     | SFr 32,500    |
| 6             | Ivo Donev         | SFr 25,500    |
| 7             | Paolo Compagno    | SFr 19,000    |
| 8             | Zhiping Zeng      | SFr 14,625    |

### Nova Gorica
- Luogo: Perla Casino & Hotel, Nova Gorica, Slovenia
- Buy-in: € 2,200
- Data: 15–19 novembre 2012
- Partecipanti: 298
- Montepremi: € 578,120
- Giocatori a premio: 40

| Tavolo finale | Tavolo finale         | Tavolo finale |
| Posizione     | Nome                  | Premio        |
| ------------- | --------------------- | ------------- |
| 1             | Riccardo D'Antoni     | € 155,000     |
| 2             | Salvatore Bonavena    | € 95,000      |
| 3             | Sebastiano Giudice    | € 55,000      |
| 4             | Fausto Cheli          | € 42,000      |
| 5             | Paolo Casaburi        | € 33,000      |
| 6             | Massimilliano Bramati | € 25,000      |
| 7             | Michele Di Lauro      | € 18,000      |
| 8             | Michele Limongi       | € 12,000      |

### Campione 3
- Luogo: Casino Campione d'Italia, Campione d'Italia, Italia
- Buy-in: € 2,200
- Data: 10–14 gennaio 2013
- Partecipanti: 385
- Montepremi: SFr 892,544
- Giocatori a premio: 56

| Tavolo finale | Tavolo finale     | Tavolo finale |
| Posizione     | Nome              | Premio (SFr)  |
| ------------- | ----------------- | ------------- |
| 1             | Andrea Montini    | SFr 200,000   |
| 2             | Vito Planeta      | SFr 163,000   |
| 3             | Giuseppe Esposito | SFr 90,000    |
| 4             | Davide Slanzi     | SFr 67,000    |
| 5             | Roberto Finotti   | SFr 44,700    |
| 6             | Massimo Bulgari   | SFr 35,500    |
| 7             | Federico Granara  | SFr 26,500    |
| 8             | Ciro Petta        | SFr 17,900    |

### Saint Vincent
- Luogo: Saint-Vincent Resort & Casino, Saint-Vincent
- Buy-in: € 2,200
- Data: 28 febbraio - 4 marzo 2013
- Partecipanti: 358
- Montepremi: € 694,520
- Giocatori a premio: 48

| Tavolo finale | Tavolo finale          | Tavolo finale |
| Posizione     | Nome                   | Premio        |
| ------------- | ---------------------- | ------------- |
| 1             | Luca Moschitta         | € 180,000     |
| 2             | Gianbattista Sacchella | € 115,000     |
| 3             | Marcello Baccaglini    | € 70,000      |
| 4             | Claudio Daffina        | € 50,000      |
| 5             | Lorenzo Sabato         | € 35,000      |
| 6             | Massimiliano Martinez  | € 28,000      |
| 7             | Marcello Miniucchi     | € 21,000      |
| 8             | Marco Leonzio          | € 14,000      |

### Sanremo 2
- Luogo: Casino Sanremo, Sanremo
- Buy-in: € 2,200
- Data: 2–6 maggio 2013
- Partecipanti: 428
- Montepremi: € 830,320
- Giocatori a premio: 56

| Tavolo finale | Tavolo finale          | Tavolo finale |
| Posizione     | Nome                   | Premio        |
| ------------- | ---------------------- | ------------- |
| 1             | Nicola Sasso           | € 185,000     |
| 2             | David Peters           | € 155,000     |
| 3             | Alessandro Monticciolo | € 83,000      |
| 4             | Valeri Savov           | € 62,000      |
| 5             | Jeremie Sarda          | € 41,500      |
| 6             | David Taborsky         | € 33,200      |
| 7             | Domenico Benvenuto     | € 24,900      |
| 8             | Daniele Scatragli      | € 16,600      |

## Stagione 5

### San Marino
- Luogo: Centro Congressi San Marino, San Marino
- Buy-in: € 2,200
- Data: 13–17 giugno 2013
- Partecipanti: 154
- Montepremi: € 298,760
- Giocatori a premio: 24

| Tavolo finale | Tavolo finale       | Tavolo finale |
| Posizione     | Nome                | Premio        |
| ------------- | ------------------- | ------------- |
| 1             | Antonio Bernaudo    | € 65,580      |
| 2             | Gianluca Trebbi     | € 57,450      |
| 3             | Domenico Drammis    | € 42,770      |
| 4             | Valerio Alzani      | € 23,900      |
| 5             | Alessandro Giordano | € 16,400      |
| 6             | Steven Vollers      | € 12,000      |
| 7             | Giovanni Rizzo      | € 8,900       |
| 8             | Giorgio Di Cunzolo  | € 7,400       |

### Sanremo
- Luogo: Casino Sanremo, Sanremo
- Buy-in: € 2,200
- Data: 25–29 luglio 2013
- Partecipanti: 246
- Montepremi: € 492,000
- Giocatori a premio: 24

| Tavolo finale | Tavolo finale         | Tavolo finale |
| Posizione     | Nome                  | Premio        |
| ------------- | --------------------- | ------------- |
| 1             | Fabrizio Piva         | € 121,000     |
| 2             | Ryad Belabdelouahab   | € 89,600      |
| 3             | Alessandro Ferrari    | € 44,200      |
| 4             | Marcin Wydrowski      | € 34,000      |
| 5             | Luigi Pignataro       | € 27,700      |
| 6             | Alessandro Longobardi | € 22,000      |
| 7             | Gianluca Speranza     | € 16,700      |
| 8             | Pawel Brzeski         | € 12,440      |

### Nova Gorica
- Luogo: Perla Casino & Hotel, Nova Gorica, Slovenia
- Buy-in: € 700
- Data: 22–27 agosto 2013
- Partecipanti: 715
- Montepremi: € 450,450
- Giocatori a premio: 39

| Tavolo finale | Tavolo finale       | Tavolo finale |
| Posizione     | Nome                | Premio        |
| ------------- | ------------------- | ------------- |
| 1             | Claudio Di Giacomo  | € 90,000      |
| 2             | Pier Paolo Fabretti | € 70,000      |
| 3             | Fabrizio D'Agostino | € 55,000      |
| 4             | Andrei Lazar        | € 30,000      |
| 5             | Dario Sammartino    | € 24,000      |
| 6             | Andrea Benelli      | € 19,000      |
| 7             | Walter Coan         | € 14,000      |
| 8             | Marco Venturi       | € 10,837      |

### Sanremo 2
- Luogo: Casino Sanremo, Sanremo
- Buy-in: € 700
- Data: 24–29 ottobre 2013
- Partecipanti: 1,010
- Montepremi: € 617,211
- Giocatori a premio: 56

| Tavolo finale | Tavolo finale     | Tavolo finale |
| Posizione     | Nome              | Premio        |
| ------------- | ----------------- | ------------- |
| 1             | Federico Piroddi  | € 125,000     |
| 2             | Dario Sammartino  | € 95,000      |
| 3             | Alfonso Amendola  | € 70,000      |
| 4             | Vincenzo Ruggiero | € 43,000      |
| 5             | Andrea Benelli    | € 32,000      |
| 6             | Ivan Gabrieli     | € 22,500      |
| 7             | Guido Presti      | € 16,000      |
| 8             | Michele Di Lauro  | € 12,000      |

### Gran Finale Saint Vincent
- Luogo: Saint-Vincent Resort & Casino, Saint-Vincent
- Buy-in: € 700
- Data: 28 novembre - 3 dicembre 2013
- Partecipanti: 914
- Montepremi: € 575,820
- Giocatori a premio: 55

| Tavolo finale | Tavolo finale     | Tavolo finale |
| Posizione     | Nome              | Premio        |
| ------------- | ----------------- | ------------- |
| 1             | Domenico Drammis  | € 130,000     |
| 2             | Gianpaolo Eramo   | € 75,000      |
| 3             | Domenico Rao      | € 50,000      |
| 4             | Eros Nastasi      | € 40,000      |
| 5             | Davide Costa      | € 30,000      |
| 6             | Sebastian Didelot | € 20,000      |
| 7             | Antonino Leotta   | € 14,000      |
| 8             | Ivan Gabrieli     | € 11,245      |

## Stagione 6

### Nova Gorica
- Luogo: Perla Casino & Hotel, Nova Gorica, Slovenia
- Buy-in: € 700
- Data: 16–21 gennaio 2014
- Partecipanti: 710
- Montepremi: € 433,881
- Giocatori a premio: 39

| Tavolo finale | Tavolo finale          | Tavolo finale |
| Posizione     | Nome                   | Premio        |
| ------------- | ---------------------- | ------------- |
| 1             | Marko Mikovic          | € 89,000      |
| 2             | Nicolo Ceccarelli      | € 69,500      |
| 3             | Gianfranco Mazzariello | € 54,500      |
| 4             | Gianluca Trebbi        | € 30,000      |
| 5             | Salvatore Bonavena     | € 24,000      |
| 6             | Eros Nastasi           | € 19,000      |
| 7             | Andrea Monteforte      | € 14,000      |
| 8             | Marc Tschirch          | € 10,500      |

### Saint Vincent
- Luogo: Saint-Vincent Resort & Casino, Saint-Vincent
- Buy-in: € 700
- Data: 27 febbraio - 4 marzo 2014
- Partecipanti: 635
- Montepremi: € 388,049
- Giocatori a premio: 47

| Tavolo finale | Tavolo finale        | Tavolo finale |
| Posizione     | Nome                 | Premio        |
| ------------- | -------------------- | ------------- |
| 1             | Walter Treccarichi   | € 87,500      |
| 2             | Marcello Miniucchi   | € 72,500      |
| 3             | Dario Sammartino     | € 35,000      |
| 4             | Gianluca Speranza    | € 25,000      |
| 5             | Andrea Dato          | € 20,000      |
| 6             | Leonardo Parmiggiani | € 15,000      |
| 7             | Claudio Daffina      | € 11,000      |
| 8             | Federico Piroddi     | € 8,000       |

### Sanremo
- Luogo: Casino Sanremo, Sanremo
- Buy-in: € 770
- Data: 9–14 aprile 2014
- Partecipanti: 1,124
- Montepremi: € 763,196
- Giocatori a premio: 167

| Tavolo finale | Tavolo finale         | Tavolo finale |
| Posizione     | Nome                  | Premio        |
| ------------- | --------------------- | ------------- |
| 1             | Alessandro De Fenza   | € 105,600     |
| 2             | Marcello Miniucchi    | € 95,600      |
| 3             | Jae Kyung Sim         | € 75,000      |
| 4             | Alessandro Longobardi | € 43,200      |
| 5             | Alexander Norden      | € 32,900      |
| 6             | Adel Kabbani          | € 24,200      |
| 7             | Alessandro Borsa      | € 18,300      |
| 8             | Fabio Scepi           | € 13,000      |

### Saint Vincent 2
- Luogo: Saint-Vincent Resort & Casino, Saint-Vincent
- Buy-in: € 1,100
- Data: 24–28 luglio 2014
- Partecipanti: 363
- Montepremi: € 352,110
- Giocatori a premio: 47

| Tavolo finale | Tavolo finale      | Tavolo finale |
| Posizione     | Nome               | Premio        |
| ------------- | ------------------ | ------------- |
| 1             | Massimo Pellegrino | € 65,000      |
| 2             | Gianni Bussolino   | € 48,000      |
| 3             | Dario Nittolo      | € 48,000      |
| 4             | Federico Piroddi   | € 24,000      |
| 5             | Francesco Cordua   | € 19,000      |
| 6             | Massimiliano Forti | € 15,000      |
| 7             | Marcello Re        | € 10,660      |
| 8             | Thomas Valard      | € 8,300       |

### Sanremo 2
- Luogo: Casino Sanremo, Sanremo
- Buy-in: € 1,100
- Data: 4–8 settembre 2014
- Partecipanti: 392
- Montepremi: € 380,240
- Giocatori a premio: 55

| Tavolo finale | Tavolo finale        | Tavolo finale |
| Posizione     | Nome                 | Premio        |
| ------------- | -------------------- | ------------- |
| 1             | Riccardo Lacchinelli | € 70,500      |
| 2             | Michel Segui         | € 59,500      |
| 3             | Roberto Masullo      | € 32,000      |
| 4             | Giuseppe Di Stasio   | € 25,000      |
| 5             | Antonio Illiano      | € 20,000      |
| 6             | Muhamet Perati       | € 15,000      |
| 7             | Carlo Savinelli      | € 11,000      |
| 8             | Alessandro Peppino   | € 8,770       |

### Nova Gorica 2
- Luogo: Perla Casino & Hotel, Nova Gorica, Slovenia
- Buy-in: € 1,100
- Data: 23–27 ottobre 2014
- Partecipanti: 333
- Montepremi: € 333,000
- Giocatori a premio: 47

| Tavolo finale | Tavolo finale      | Tavolo finale |
| Posizione     | Nome               | Premio        |
| ------------- | ------------------ | ------------- |
| 1             | Igor Saia          | € 70,000      |
| 2             | Davide Suriano     | € 40,000      |
| 3             | Emanuele Buracchi  | € 30,000      |
| 4             | Luca Pazzaglini    | € 23,000      |
| 5             | Andrea Cortellazzi | € 17,500      |
| 6             | Constantin Erhan   | € 13,000      |
| 7             | Nicola Loperfido   | € 10,000      |
| 8             | Roberto Zanellato  | € 7,800       |

### Sanremo 3
- Luogo: Casino Sanremo, Sanremo
- Buy-in: € 990
- Data: 27 novembre - 1 dicembre 2014
- Partecipanti: 234
- Montepremi: € 204,282
- Giocatori a premio: 31

| Tavolo finale | Tavolo finale    | Tavolo finale |
| Posizione     | Nome             | Premio        |
| ------------- | ---------------- | ------------- |
| 1             | Alessio Isaia    | € 43,000      |
| 2             | Dan Murariu      | € 35,000      |
| 3             | Sylvain Mazza    | € 20,000      |
| 4             | Saied Lege       | € 15,500      |
| 5             | Tommaso Pasquini | € 12,000      |
| 6             | Roland Azzopardi | € 9,000       |
| 7             | Alessio Traverso | € 6,000       |
| 8             | Francesco Berte  | € 5,000       |

## Stagione 7

### Malta
- Luogo: Portomaso Casino, San Giuliano, Malta
- Buy-in: € 1,100
- Data: 18-23 marzo 2015
- Partecipanti: 1,285
- Montepremi: € 1,246,450
- Giocatori a premio: 191

| Tavolo finale | Tavolo finale         | Tavolo finale |
| Posizione     | Nome                  | Premio        |
| ------------- | --------------------- | ------------- |
| 1             | Georgios Zisimopoulos | € 221,200     |
| 2             | Jaroslaw Sikora       | € 128,300     |
| 3             | Nicolino Di Carlo     | € 90,200      |
| 4             | Michael Feil          | € 67,000      |
| 5             | Fred Reusch           | € 52,000      |
| 6             | Georgi Abuladze       | € 39,000      |
| 7             | Ezio Nisoli           | € 29,800      |
| 8             | Julian Track          | € 21,000      |

### Saint-Vincent
- Luogo: Casino De La Vallée, Saint-Vincent
- Buy-in: € 1,100
- Data: 30 luglio - 3 agosto 2015
- Partecipanti: 390
- Montepremi: € 378,300
- Giocatori a premio: 55

| Tavolo finale | Tavolo finale       | Tavolo finale |
| Posizione     | Nome                | Premio        |
| ------------- | ------------------- | ------------- |
| 1             | Alessandro Adinolfo | € 80,000      |
| 2             | Giuseppe Caridi     | € 45,000      |
| 3             | Enrico Consales     | € 32,000      |
| 4             | Giorgio Soceanu     | € 26,000      |
| 5             | Christian Cipriano  | € 21,000      |
| 6             | Giuseppe Mancini    | € 16,000      |
| 7             | Paolo Pellegrini    | € 12,000      |
| 8             | Micha Hoedemaker    | € 8,500       |

### Nova Gorica
- Luogo: Perla Casino & Hotel, Nova Gorica
- Buy-in: € 1,100
- Data: 10-14 settembre 2015
- Partecipanti: 265
- Montepremi: € 72,050
- Giocatori a premio: 31

| Tavolo finale | Tavolo finale      | Tavolo finale |
| Posizione     | Nome               | Premio        |
| ------------- | ------------------ | ------------- |
| 1             | Matteo Mutti       | € 60,000      |
| 2             | Christian Favale   | € 36,000      |
| 3             | Fabio Scepi        | € 25,000      |
| 4             | Mark Metsla        | € 20,000      |
| 5             | Giulio Saia        | € 16,000      |
| 6             | Gennaro Avvisato   | € 12,000      |
| 7             | Roberto Mazzaferro | € 9,000       |
| 8             | Riccardo Suriano   | € 7,000       |

### Malta 2
- Luogo: Portomaso Casino, San Giuliano, Malta
- Buy-in: € 1,100
- Data: 21-25 ottobre 2015
- Partecipanti: 947
- Montepremi: € 918,590
- Giocatori a premio: 135

| Tavolo finale | Tavolo finale       | Tavolo finale |
| Posizione     | Nome                | Premio        |
| ------------- | ------------------- | ------------- |
| 1             | Natan Chauskin      | € 149,560     |
| 2             | Govert Metaal       | € 124,000     |
| 3             | Christopher Brammer | € 72,660      |
| 4             | David Gomez Morante | € 54,570      |
| 5             | Joep Raemaekers     | € 42,440      |
| 6             | Tobias Garp         | € 31,420      |
| 7             | James Grogan        | € 22,500      |
| 8             | Denis Timofeev      | € 16,030      |

### Grand Final Saint Vincent
- Luogo: Casino De La Vallée, Saint-Vincent
- Buy-in: € 1,100
- Data: 21-25 gennaio 2016
- Partecipanti: 308
- Montepremi: € 298,760
- Giocatori a premio: 39

| Tavolo finale | Tavolo finale          | Tavolo finale |
| Posizione     | Nome                   | Premio        |
| ------------- | ---------------------- | ------------- |
| 1             | Balazs Somodi          | € 70,000      |
| 2             | Tudor Purice           | € 40,000      |
| 3             | Fabio Mangano          | € 29,500      |
| 4             | Lorenzo Pio            | € 21,000      |
| 5             | Liutauras Armanavicius | € 16,500      |
| 6             | Vladimir Shabalin      | € 13,000      |
| 7             | Stefan Vlad            | € 9,860       |
| 8             | Massimo Casabona       | € 7,000       |

## Stagione 8

### Saint-Vincent
- Luogo: Casino De La Vallée, Saint-Vincent
- Buy-in: € 1,100
- Data: 12-16 maggio 2016
- Partecipanti: 260
- Montepremi: € 252,200
- Giocatori a premio: 31

| Tavolo finale | Tavolo finale     | Tavolo finale |
| Posizione     | Nome              | Premio        |
| ------------- | ----------------- | ------------- |
| 1             | Eric Joss         | € 47,000      |
| 2             | Arturs Daugis     | € 47,000      |
| 3             | Aaron Gustavson   | € 24,000      |
| 4             | Marco Monello     | € 19,500      |
| 5             | Paul Testud       | € 15,000      |
| 6             | Alessandro Minasi | € 11,500      |
| 7             | Delfino Novara    | € 9,000       |
| 8             | Raffaele Castro   | € 6,500       |

### Saint-Vincent Special KO
- Luogo: Casino De La Vallée, Saint-Vincent
- Buy-in: € 500+500+100
- Data: 4-8 agosto 2016
- Partecipanti: 370
- Montepremi: € 179,450 + € 185,000
- Giocatori a premio: 39

| Tavolo finale | Tavolo finale        | Tavolo finale |
| Posizione     | Nome                 | Premio        |
| ------------- | -------------------- | ------------- |
| 1             | Francesco Elefante   | € 40,000      |
| 2             | Nicolaj D'Antonij    | € 22,000      |
| 3             | Jean Poingt          | € 16,500      |
| 4             | Codrin Macovei       | € 13,900      |
| 5             | Thomas Storer        | € 11,000      |
| 6             | Francesco Crisafulli | € 8,200       |
| 7             | Andrea Cortellazzi   | € 6,010       |
| 8             | Mauro Cordisco       | € 4,400       |

### Malta
- Luogo: Casino Portomaso, San Giuliano
- Buy-in: € 1,100
- Data: 18-23 ottobre 2016
- Partecipanti: 775
- Montepremi: € 751,750
- Giocatori a premio: 152

| Tavolo finale | Tavolo finale     | Tavolo finale |
| Posizione     | Nome              | Premio        |
| ------------- | ----------------- | ------------- |
| 1             | Ismael Bojang     | € 101,940     |
| 2             | Francesco Leotta  | € 75,690      |
| 3             | Vladimir Shabalin | € 56,200      |
| 4             | Johan Guilbert    | € 41,720      |
| 5             | Dominik Panka     | € 30,970      |
| 6             | Alexander Lakhov  | € 23,000      |
| 7             | Daniel Portiansky | € 17,070      |
| 8             | Filip Demby       | € 12,670      |